# Новодмитрівський ліс
Новодми́трівський ліс — заповідне урочище місцевого значення в Україні. Один з об'єктів природно-заповідного фонду Херсонської області. 
Розташоване при західній околиці села Новодмитрівка Великоолександрівського району Херсонської області. 
Площа 23 га. Статус присвоєно згідно з рішенням Херсонської обласної ради народних депутатів від 02 березня 1972 року № 100/4 та перезатверджено рішенням виконавчого комітету Херсонської обласної ради народних депутатів від 19 серпня 1983 року № 441/16. Перебуває у віданні ДП «Великоолександрівське лісомисливське господарство» (кв. 6, вид. 1-10, 12-16, 19). 
Заповідне урочище «Новодмитрівський ліс» входить до складу природно-заповідного фонду України та охороняється як національне надбання, щодо якої встановлюється особливий режим охорони, відтворення і використання.

## Созологічна характеристика
Заповідне урочище створено з метою збереження дубових насаджень віком понад 100 років. 

## Сучасний статус
Згідно з чинним законодавством України заповідними урочищами оголошуються «лісові, степові, болотні та інші відокремлені цілісні ландшафти, що мають важливе наукове, природоохоронне і естетичне значення, з метою збереження їх у природному стані». На території заповідних урочищ забороняється будь–яка діяльність, що порушує природні процеси, які відбуваються у природних комплексах, включених до їх складу, відповідно до вимог, встановлених для природних заповідників. Територія заповідного урочища місцевого значення «Новодмитрівський ліс» — це штучний лісовий масив, що суперечить чинному законодавству. Крім того, на його території постійно виконуються різні господарські роботи, які суперечать природному розвитку території та законодавству України. До таких заходів належать протипожежні заходи, посадки деревних рослин (особливо не аборигенних), догляд за лісонасадженнями, тощо. Тобто, очевидним є конфлікт між законодавчим статусом об'єкта і його реальною сутністю. Можливий вихід з цієї ситуації полягає у зміні його статусу.